# 14332 Brucebarnett
14332 Brucebarnett este o planetă minoră (asteroid) din centura de asteroizi. A fost descoperită pe 2 martie 1981 la Observatorul Siding Spring de Schelte J. Bus. 
Obiectul prezintă o orbită caracterizată de o semiaxă mare de 2,4260408 UAi, o excentricitate de 0,25, o înclinație de 2,98489 ° în raport cu ecliptica.